# Plusia ignita
Plusia ignita là một loài bướm đêm trong họ Noctuidae.